# Жужемберк
Жужемберк или Жумберак (словен. Žužemberk) је градић и управно средиште истоимене општине Жужемберк, која припада Југоисточнословеначкој регији у Републици Словенији.
По попису становништва из 2011. године, насеље Жужемберк имало је 1.053 становника.